# Поревит
Пореви́т (лат. Poreuithus) — пятиликий бог у вендов, почитавшийся в городе Кореница на острове Рюген. Поревит изображался без оружия и был вторым в числе трёх богов, почитавшихся в Коренице, наряду с Руевитом и Поренутом.
 
Саксон Грамматик (Деяния Данов, XIV), описывая разрушение храмов в Коренице в 1168 году, сообщает, что епископ Абсалон сначала уничтожил идола Ругевита, а затем:

Отряд спутников [епископа] рьяно двинулся к изваянию Поревита, которое почиталось в ближайшем храме. Он был изображен с пятью головами, но безоружным. Срубив его, вошли в храм Поренута…

## Этимология и интерпретации

### От*pora«сила»
Первую часть иногда связывают с праславянским словом *pora, означавшим "толчок, сила, усилие".. В контексте данной этимологии, имя читается как Поревит или Поровит.. Поддерживающие чтение имени как Поровит, приводят в доказательство русское слово поровитый.
По мнению Яцека Банашкевича, польского медиевиста, три божества Кореницы — не "случайная" группа, а божества, покровительствующие областям, имеющим основополагающее значение для существования общества. Он считает Ругевита главным богом, покровительствующим войне и обществу, а Поревита и Поренута — божественными близнецами, которые дополняют главное божество своими универсальными характеристиками. Банашкевич указывает, что общей чертой в именах "божественных близнецов" является первая часть имени (pora). Он указывает, что близнецы имеют противоположные черты — Поревит считается «положительным» близнецом, чьё имя надо понимать как «Владыка силы, который может справиться со всем», в то время как Поренут считается «отрицательным» близнецом, чьё имя означает «Владыка, нуждающийся в поддержке», потому что суффикс -nut, по мнению Банашкевича, правильно читается как -nud, и связывается со старопольским словом nuda, означающим нужду. Банашкевич также указывает на тот факт, что у них обоих по пять лиц, на два меньше, чем у Ругевита, причём у Поренута на голове всего четыре лица, а пятое он держит руками на груди, что, по его словам, может указывать на то, что его важность принижена по отношению к Поревиту. Может быть важным, что правая рука поддерживает пятое лицо, в то время как левая рука держит его за лоб. Анджей Шиевский также выступает за объединение первой части слов Поревит и Поренут со словом pora.

### От*borъ«лес»
Менее распространено прочтение имени как «Боровит», что примерно может означать «Владыка леса». Существует предположение, что и Саксон Грамматик, и автор саги о Кнютлингах использовали один общий, не сохранившийся источник при описании божеств Кореницы. Чтение Поревит/Поровит подтверждается тем фактом, что и в латыни, и в древнеисландском славянская начальная буква п всегда передавалась как п, но возможно, что этот теоним был искажён до того как попал в Gesta Danorum и сагу. Обозначение с п появляется только в одной рукописи (датской копии) Gesta Danorum, которая стала основой для парижского издания 1514 года, которое стало основой для всех более поздних изданий. Однако Томас Канцов в 1538 году даёт обозначение Borveit. Возможно, он опирался на несохранившуюся рукопись, хранившуюся в Померании или Ростоке, откуда она и произошла. Кроме того, Давид Хитреус, профессор Ростокского университета, приводит обозначение Barovit в своём Chronicon Saxoniae, что может указывать на то, что существовала копия (или копии), в которой использовалась иная система обозначений, чем в датских рукописях. Впервые после парижского издания, имя как Poreuit, было написано только Петром Альбиной в конце XVI века, при этом это была цитата из парижского издания. Всё это может указывать на то, что записи до XVI века были основаны на других, несохранившихся до сегодняшнего дня рукописях.
В немецких обозначениях славянских имён b часто заменяется на p, а о пишется как u, ср. нем. Pürszutz, Burtschütz ← древнелужицкое *Borêtici. Кроме того, славянское bor (хвойный лес) в немецких записях передаётся как -bure-, -buru-, -buri-, ср. Zutibure, Mesaburii, Medeburu в X-XI веках, а также Priburiwitz ←Priborevic (1215), Pritbur←Predbor (1284).
Возможно, в полабской мифологии общеславянские имена богов, например, из-за табу, были заменены другими именами или эпитетами, ср. бог Яровит и сербское jарòвит. Обозначение Borveit/Barovit можно прочитать как Borovit, что может быть связано с такими словами, как чешское borovitý, сербохорватское боро̀вит/boròvit, словенское borovit, а также именами и фамилиями, например польское Borowity, древнеполабское *Borovit, македонское Боровит, Borovit. Однако, в отличие от других полабских теонимов, Borovit не будет состоять из суффикса *-ovitъ, а из прилагательного *borovъjь, «хвойный лес или относящийся к нему» и суффикса *-itъ.
Боровой также является синонимом Лешего - духа леса в восточнославянском фольклоре.

#### Турупит
В «Саге о Кнютлингах», которая использует тот же источник, что и Саксон, также упоминается божество по имени Турупит (как Turupit, Turtupit, Turtuput, Turupið). Обычно считается, что это искажение формы Porenut (Perunits): древнеисландское обозначение Ruivit соответствовало бы Rugiaevitus Саксона, Puruvit — Porevit, а Turupit соответствовало бы Porenutius. Также были сделаны попытки прочитать этот теоним буквально, например, как T(o)ropiec от *trepati «порхать», или рассматривать его как заимствованного из кельтской мифологии Тараниса — бога бури (предположительно праславянское *Taranъ «бог бури»).
Однако, по словам Михала Лучинского, Турупит мог бы подтвердить чтение Боровит. Латинские d и b, а также b и t иногда менялись местами, например, Liduit → Liubi «Liduit», Syeba → Sieta «Жива», поэтому переписчик в результате ошибки мог передать славянское b как d (t). Суффикс *-vit в исландском также писался как *-pit.